# Вторая лига Латвии по футболу 1992
Чемпиона́т Второ́й ли́ги Ла́твии по футбо́лу 1992 го́да (латыш. 1992. gada Latvijas Otrās līgas čempionāts futbolā) — был 1-м сезоном чемпионата Второй лиги Латвии по футболу.

## Региональные турниры

### Зона A
Турнирная таблица[уточнить]
| М | Команда           | И  | В  | Н | П  | Мячи    | ±   | О  |
| - | ----------------- | -- | -- | - | -- | ------- | --- | -- |
| 1 | Гробиня           | 16 | 11 | 3 | 2  | 67 − 22 | +45 | 25 |
| 2 | РАФ-3 (Елгава)    | 16 | 11 | 3 | 2  | 59 − 22 | +37 | 25 |
| 3 | Вента (Вентспилс) | 16 | 7  | 3 | 6  | 43 − 30 | +13 | 17 |
| 4 | Тукумс            | 16 | 4  | 0 | 12 | 20 − 60 | −40 | 8  |
| 5 | Старт-2 (Броцены) | 16 | 2  | 1 | 13 | 19 − 71 | −52 | 5  |

И — игры, В — выигрыши, Н — ничьи, П — проигрыши, Мячи — забитые и пропущенные голы, ± — разница голов, О — очки

### Зона B
Турнирная таблица
| М | Команда             | И  | В | Н | П | Мячи    | ±  | О  |
| - | ------------------- | -- | - | - | - | ------- | -- | -- |
| 1 | Смилтене            | 12 | 5 | 3 | 4 | 27 − 24 | +3 | 13 |
| 2 | Варпа-СЦО (Гулбене) | 12 | 5 | 2 | 5 | 19 − 24 | −5 | 12 |
| 3 | Лоде (Цесис)        | 12 | 5 | 2 | 5 | 30 − 29 | +1 | 12 |
| 4 | Нико (Балви)        | 12 | 4 | 3 | 5 | 25 − 24 | +1 | 11 |

И — игры, В — выигрыши, Н — ничьи, П — проигрыши, Мячи — забитые и пропущенные голы, ± — разница голов, О — очки

### Зона C
Турнирная таблица[уточнить]
| М | Команда                    | И  | В  | Н | П  | Мячи    | ±   | О  |
| - | -------------------------- | -- | -- | - | -- | ------- | --- | -- |
| 1 | Линга (Ливаны)             | 16 | 12 | 1 | 3  | 57 − 23 | +34 | 25 |
| 2 | Варпа (Лудза)              | 16 | 9  | 1 | 6  | 53 − 32 | +21 | 19 |
| 3 | Дардедзе-Тора (Айзкраукле) | 16 | 8  | 2 | 6  | 48 − 33 | +15 | 18 |
| 4 | Варпа (Краслава)           | 16 | 8  | 0 | 8  | 39 − 39 | 0   | 16 |
| 5 | NIK (Плявиняс)             | 16 | 1  | 0 | 15 | 13 − 83 | −70 | 2  |

И — игры, В — выигрыши, Н — ничьи, П — проигрыши, Мячи — забитые и пропущенные голы, ± — разница голов, О — очки

## Плей-офф
Полуфинал
| Хозяева       | Счёт           | Гости               |
| ------------- | -------------- | ------------------- |
| Варпа (Лудза) | 3:3 (4:5 пен.) | Варпа-СЦО (Гулбене) |

Финал
| Хозяева             | Счёт        | Гости          |
| ------------------- | ----------- | -------------- |
| Варпа-СЦО (Гулбене) | 2:1 (д. в.) | РАФ-3 (Елгава) |

## Финальный турнир
Финальный турнир прошёл в Гулбене.

### Полуфиналы
| Хозяева        | Счёт        | Гости               |
| -------------- | ----------- | ------------------- |
| Линга (Ливаны) | 0:1 (д. в.) | Смилтене            |
| Гробиня        | 1:4         | Варпа-СЦО (Гулбене) |

### Матч за 3-е место
| Хозяева | Счёт        | Гости          |
| ------- | ----------- | -------------- |
| Гробиня | 2:1 (д. в.) | Линга (Ливаны) |

### Финал
| Хозяева             | Счёт | Гости    |
| ------------------- | ---- | -------- |
| Варпа-СЦО (Гулбене) | 3:1  | Смилтене |

## Чемпионат Риги

### Финальный турнир
Турнирная таблица
| М | Команда       | И  | В  | Н | П  | Мячи    | ±   | О  |
| - | ------------- | -- | -- | - | -- | ------- | --- | -- |
| 1 | Пульс-Стротос | 25 | 19 | 3 | 3  | 58 − 21 | +37 | 41 |
| 2 | Фарфорист-90  | 25 | 18 | 2 | 5  | 71 − 23 | +48 | 38 |
| 3 | Гемма         | 25 | 17 | 4 | 4  | 44 − 27 | +17 | 38 |
| 4 | Керамика      | 25 | 10 | 3 | 12 | 32 − 31 | +1  | 23 |
| 5 | Альфа         | 25 | 9  | 5 | 11 | 45 − 47 | −2  | 23 |
| 6 | РАУ           | 25 | 9  | 5 | 11 | 41 − 45 | −4  | 23 |

И — игры, В — выигрыши, Н — ничьи, П — проигрыши, Мячи — забитые и пропущенные голы, ± — разница голов, О — очки